# 2011年地中海移民海难
2011年4月6日，一艘从利比亚到意大利载着移民的船只在兰佩杜萨岛以南32海里（59；37英里）和马耳他西南96海里（178；110英里）沉没。意大利海岸警卫队的紧急救援行动导致48名幸存者获救，20具尸体被找回。一艘渔船又找到了另外三名幸存者。沉船事故后，至少还有130人没有找到。

## 事件
4月4日，这条船从利比亚西北部的祖瓦拉出发，在3月动乱开始后第一个离开了这个国家。根据国际移民组织的数据，这艘倾覆的船只被认为载有300名北非和其他移民，主要来自孟加拉国、乍得、科特迪瓦、尼日利亚、索马里和苏丹。其中有五个孩子，四十名妇女，其中只有两人幸存下来。意大利海岸警卫队于4月6日04:00左右收到了一份从兰佩杜萨岛以南约64（40英里）发出的求救信号。海岸警卫队发言人表示，沉船可能是强风造成的巨浪的结果，最初的救援行动受到了黑暗和恶劣天气的阻碍。意大利海军和空军参与了寻找失踪乘客的工作，还有一架来自马耳他武装部队的飞机。另有五人被定位并获救。

## 反应
联合国难民事务高级专员办事处发言人建议，需要改进协调工作，以确定从非洲迁移到欧洲的人。意大利总理西尔维奥·贝卢斯科尼对死者表示“深切的悲痛”。